# El Carrascalejo
El Carrascalejo – gmina w Hiszpanii, w prowincji Badajoz, w Estramadurze, o powierzchni 12,77 km². W 2011 roku gmina liczyła 84 mieszkańców.